# Tuerie de Greensboro
La tuerie de Greensboro est l'assassinat, le 3 novembre 1979, de cinq militants du Parti des travailleurs communistes (en) par des militants du Ku Klux Klan et du Parti nazi américain, lors d'une manifestation antiraciste dans la ville de Greensboro, en Caroline du Nord, aux États-Unis.